# ستيف روجرز (لاعب دوري الرغبي)
ستيف روجرز (بالإنجليزية: Steve Rogers)‏ هو لاعب دوري الرغبي أسترالي، ولد في 29 نوفمبر 1954 في غولد كوست في أستراليا، وتوفي في 3 يناير 2006 في Cronulla, New South Wales ‏ في أستراليا.